# Bassignana
Bassignana (piemont.: Bassgnan-na) ist eine Gemeinde in der italienischen Provinz Alessandria (AL), Region Piemont.

## Lage und Einwohner
Die Gemeinde Bassignana liegt 18 Kilometer nordöstlich von der Provinzhauptstadt Alessandria auf einer Höhe von 96 m über dem Meeresspiegel, im Mündungsgebiet des Tanaro in den Po, das ein großes Naturschutzgebiet ist. Das Gemeindegebiet umfasst eine Fläche von 28 km² und hat 1566 (Stand 31. Dezember 2023) Einwohner. Die Gemeinde besteht aus den Ortsteilen (Fraktion) Mugarone und Fiondi und grenzt an die Lombardei. Durch Bassignana verläuft der 45. Breitengrad, die Linie, die zwischen Nordpol und Äquator gleich weit entfernt ist.
Die Nachbargemeinden sind Alluvioni Cambiò, Frascarolo (PV), Gambarana (PV), Isola Sant’Antonio, Montecastello, Pecetto di Valenza, Rivarone, Suardi (PV) und Valenza.

## Geschichte

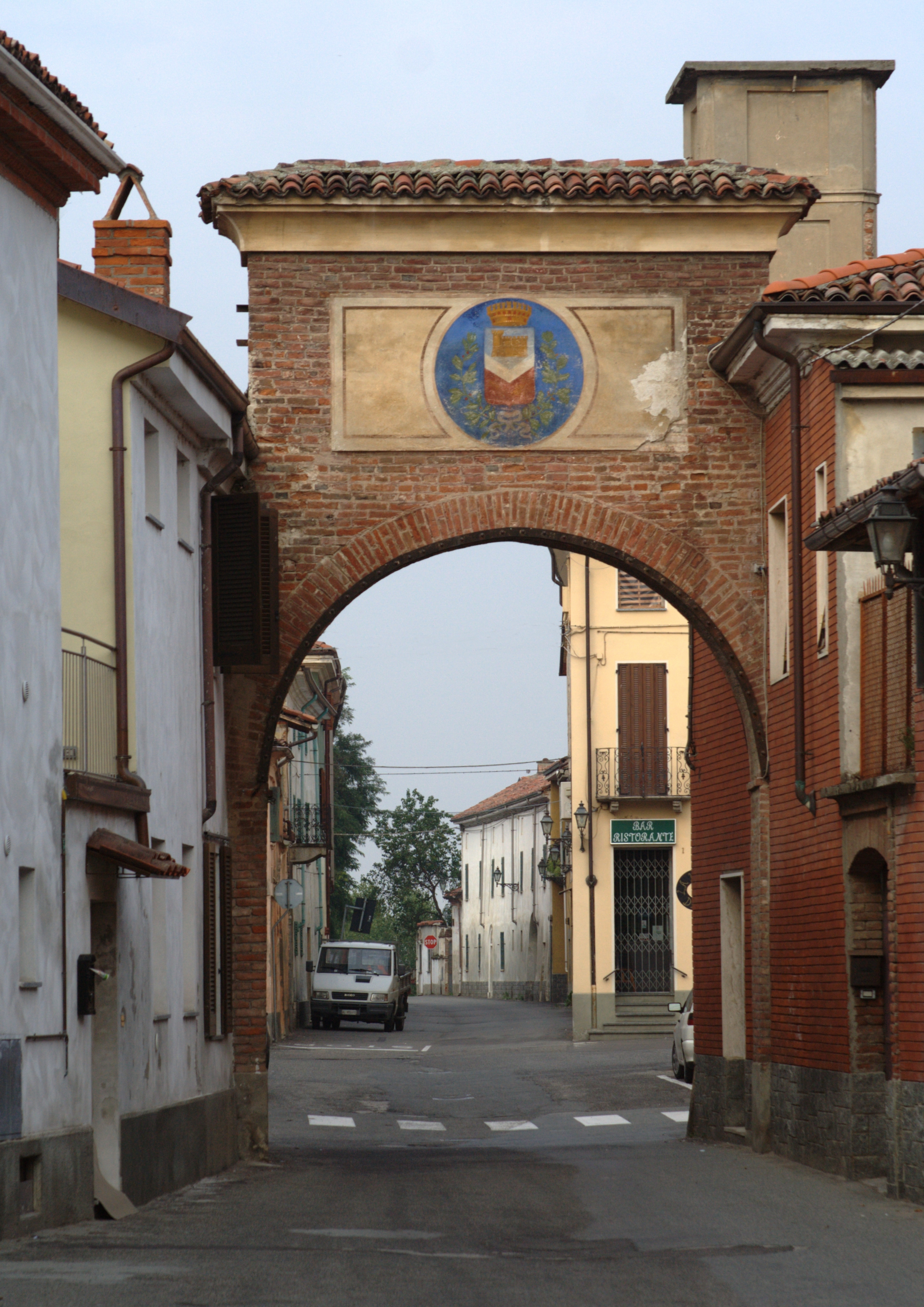
Tor von Bassignana mit dem Wappen des Ortes

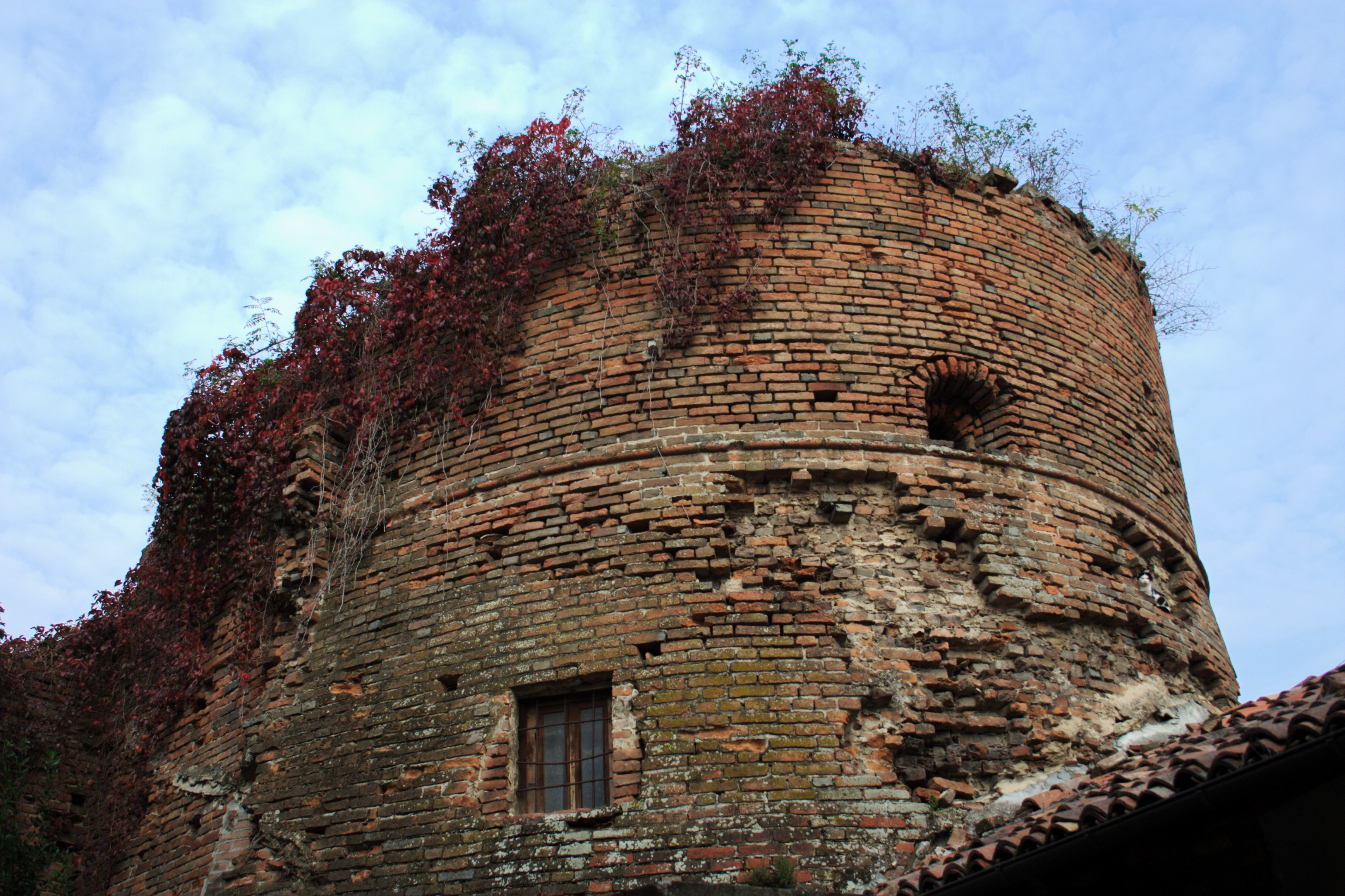
Die Überreste der Festungsanlage

Die Ursprünge der Siedlung reichen bis in die Römerzeit zurück, wie einige neuere archäologische Funde belegen. Während der langobardischen Herrschaft war es Sitz einer Siedlung der Gepiden, einer mit den Goten verwandten germanischen Bevölkerungsgruppe. Im Jahr 997 wurde es durch eine Konzession von Kaiser Otto I. an das Bistum Pavia, dann an die Grafen von Stazzona und schließlich an die Bischöfe von Tortona abgetreten. Danach kam es in die Zuständigkeit der Gemeinde Alessandria. Mehrere Jahrhunderte lang, von 1290 bis 1428, war es ein Lehen der Dynastie Beccaria und bis zum 18. Jahrhundert auch anderer mächtiger Familien, an die es von Zeit zu Zeit abgetreten wurde, mal von den Savoyern, mal von den Sforza, mal von den Franzosen.
Aufgrund seiner Grenzlage war es oft Schauplatz von Schlachten und anschließenden Befriedungen. 1206 wurde ein Waffenstillstand zwischen Alessandria, Asti und Pavia ausgehandelt. 1322 kämpfte Marco Visconti gegen die Milizen der Welfen und siegte. 1371 wurde zwischen den Markgrafen von Monferrato und den Visconti Frieden geschlossen. Es war auch Schauplatz zweier historischer Zusammenstöße. Am 27. September 1745 der zwischen der österreichisch-piemontesischen Armee und der französisch-spanischen Armee während des Österreichischen Erbfolgekriegs und am 12. Mai 1799 beim Zweiten Koalitionskrieg zwischen den Franzosen und den Österreich-Russen.
Bassignana war der Stützpunkt einer Fähre, die den Tanaro überquerte. 1961 wurde sie durch eine Brücke ersetzt.

## Sehenswürdigkeiten
Eines der bedeutendsten monumentalen Wahrzeichen ist die romanische Pieve di San Giovanni Battista, in deren Nähe Artefakte aus der Römerzeit gefunden wurden. Bemerkenswert sind außerdem ein Haus aus dem 15. Jahrhundert, die Ruinen einer alten Festung und die 1830 geweihte Pfarrkirche Santo Stefano. 